# Au pair
Au pair [vysl. ó pér] (franc.) je mladý svobodný člověk, který žije delší dobu v cizí rodině v zahraničí, zejména proto, aby se naučil cizí jazyk a poznal novou kulturu.

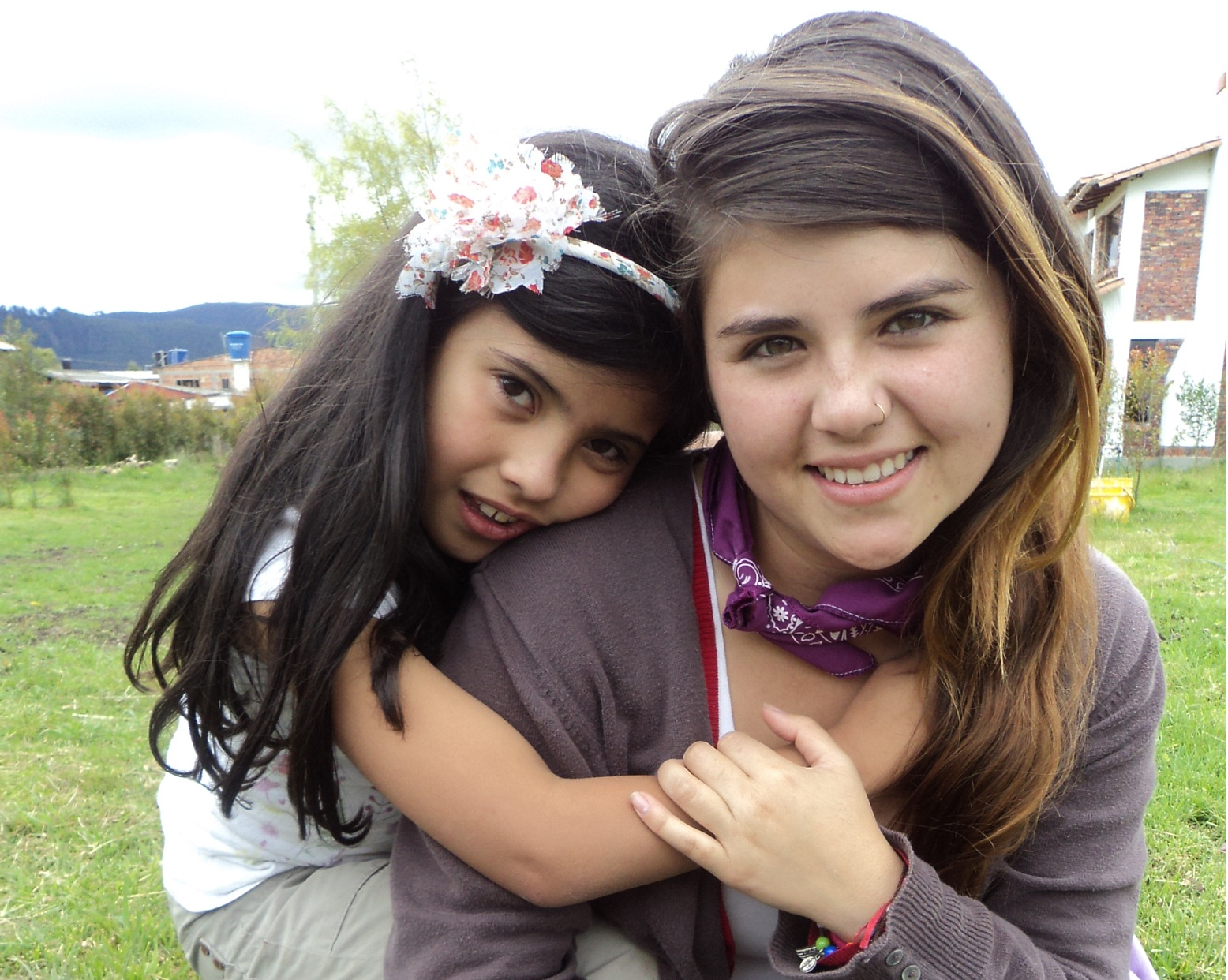

## Popis
Označení au pair vyjadřuje svobodnou dívku či chlapce, pomáhající hostitelské rodině v zahraničí s péčí o děti a o domácnost. Na druhou stranu má hostitelská rodina povinnost poskytnout au pair zdarma samostatný pokoj, stravu, pravidelné kapesné a umožnit návštěvu jazykových kurzů.
Au pair má status hosta, nejedná se tedy o zaměstnání, pracovní poměr či pracovní sílu najatou na údržbu domácnosti, ale o zahraniční studijní pobyt. Dívky či chlapci v pozici au pair by měli být „ rovnými“ (pair) účastníky rodiny a rozhodně žádným domácím sluhou. Náplň práce i přesná pracovní doba závisí vždy na dohodě s rodinou a měly by být přesně stanoveny ve smlouvě.

## Historie aupairství
V 18. století byla poprvé služba au-pair zaznamenána jako zaměstnání ve Švýcarsku. Dříve byla au pair známá pod pojmem dcera v domácnosti. Cílem tohoto pobytu byla potřeba naučit se cizí jazyk a získání zkušeností ze zahraničí.
Pojem "au pair" pochází však z francouzského jazyka. Au pair bylo označení pro mladé Angličanky, které přicházely do Francie za cílem výuky angličtiny pro děti.

## Předpoklady au pair
- Ve většině hostitelských zemí platí, že zájemce o pobyt au pair by měl být ve věku od 17 do 30 let.
- Zájemce o au pair pobytu musí být svobodný a bezdětný a nejlépe se zkušenosti s dětmi.
- Dále by se zájemci měli domluvit místním jazykem. Požadovaná znalost jazyka hostitelské země je v rozsahu učiva střední školy. Není nutností mluvit plynně. Au pair do zahraničí přijíždí proto, aby se zdokonalil v cizím jazyce, a proto jsou nedostatky tolerovány.
- Mezi požadavky na au pair patří i dobrý zdravotní stav. Zájemce o tento typ zahraničního pobytu by měl mít pevné fyzické i psychické zdraví, což by měl doložit zdravotním osvědčením.
- Řidičský průkaz, reference o hlídání dětí a kreativita au pair nejsou nezbytné, ale jsou pro kandidáta předností.

## Délka au pair pobytu

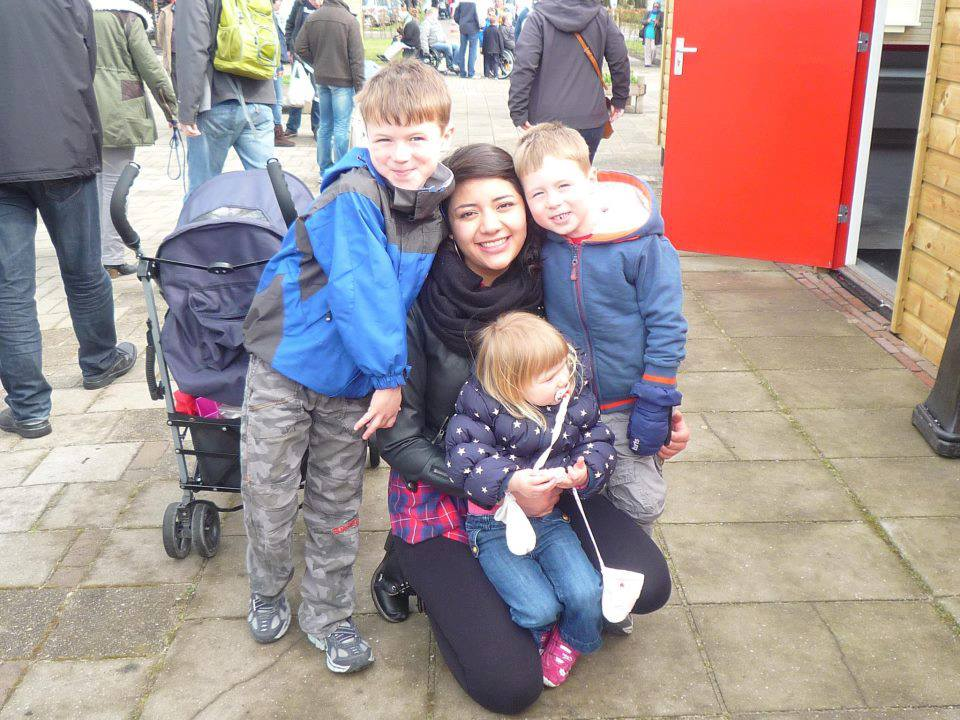

Délka pobytu au pair se pohybuje od 3 do 12 měsíců. Krátkodobé, většinou tříměsíční letní pobyty jsou v oblibě především u studentů, ale v  hostitelské rodiny dávají především přednost osobám, které mají zájem zůstat 1 rok i déle. Maximální délka pobytu bývá dva roky. Host musí získat povolení k pobytu, případně i pracovní povolení. V zemích EU je povinen navštěvovat jazykové kurzy, v USA nějaké školní zařízení.

## Úkoly a pracovní doba au pair
Práce au pair zahrnuje především péči o děti a malé domácí práce.
Mezi běžné úkoly au pair se řadí: chodit na procházky s dětmi, vypravit, dopravit či doprovodit děti do školy a mimoškolních aktivit, pomoci s domácími úkoly, připravit jim jednoduché pokrmy, utírání prachu nebo vysávání v dětském pokoji. Au pair nemá provádět těžké práce jako generální úklid domu nebo zahradničení a pracovní doba nesmí přesahovat hranice stanovené vládou dané země.
Od au pair se předpokládá schopnost postarat se o děti a domácnost asi 6x týdně v celkovém rozsahu 25 – 35 hodin. Obvykle 2 - 3x týdně má rodina právo požádat au pair o večerní hlídání dětí (babysitting).

## Kapesné au pair
Au pair není vyplácen plat, nýbrž dostává měsíční kapesné. Práce au pair není považována za klasickou pracovní pozici, jde o celosvětovou kulturní výměnu. Kapesné, ubytování a stravu obdrží au pair jako protislužbu za podporu rodiny. Kapesné au pair může být v každé hostitelské zemi různě vysoké a závisí na odpracovaných hodinách.
Například ve Francii bývá kolem 60 EUR týdně, případně se poskytuje příspěvek na dopravu a jazykový kurz.
Au pair v Německu má nárok min. na 260 eur za měsíc.
Au pair v Rakousku obdrží asi 376,26 euro měsíčně.
Pro au pair ve Švýcarsku se kapesné odvíjí podle oblasti (kantonu), kde žije hostitelská rodina.

## Zdravotní pojištění
Podmínky pro poskytování lékařské péče pro au pair se liší podle hostitelské země. Důležité je se v předstihu před odjezdem podrobně informovat u zdravotní pojišťovny nebo v agentuře zprostředkující au pair pobyty. Pravidla týkající se pojištění se mohou měnit i v průběhu roku. Ve většině států není povinností rodiny hradit au pair zdravotní pojištění. V některých státech to ale bývá naopak (například v Německu).

## Au pair Agentury

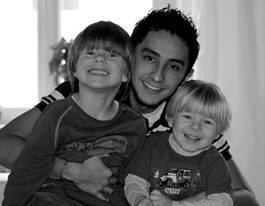

Jak si zařídit pobyt au pair? Hostitelskou rodinu, se kterou má au pair možnost žít i dva roky, si zájemce vybírá nejčastěji prostřednictvím některé z mnoha agentur nebo online přes internet. Au pair agentury vyřizují většinu formalit spojených se zajištěním pobytu ovšem za příslušný poplatek. Vyhledávání informací a referencí o au pair agenturách je velmi doporučitelné, protože mnohé z nich slibují jen zázraky.
Rozhodování o potenciální hostitelské rodině i podmínkách práce by nemělo být jen v rukách agentur ale i zájemců o au pair pobyt v zahraničí. Fotografie celé rodiny, zaměstnání a pracovní doba rodičů, zájmy děti, případně lokalita, kde rodina žije, jsou důležité faktory pro výběr hostitelské rodiny.

## Au pair pro seniory
Spolu se stárnutím populace, se kterým se moderní civilizace potýká, se objevilo i nové využití zahraničních au-pair. Nyní často najímány také na péči o seniory. Zejména v USA a Velké Británii se objevují agentury a společnosti, které se zprostředkováním této služby zabývají. Primárně se zaměřují na najímání kvalitních kvalifikovaných pracovnic pro práci s nemocnými starými lidmi. Často ale senioři potřebují jen někoho, kdo s nimi bude v trvalém kontaktu. Kdo jim pomůže s domácími pracemi, nákupem nebo je odveze k doktorovi. A na to jsou au-pair ideální.

## Závěr
Pobyty au pair jsou velmi oblíbené, protože oběma stranám něco přinášejí, a často vedou k dlouholetému přátelství. Zprostředkovává je řada agentur, cestovních kanceláří a online au pair portálů, které také pomáhají při uzavírání smlouvy nebo s výběrem rodin.